# Sân vận động Ahmed bin Ali
Sân vận động Ahmed bin Ali (tiếng Ả Rập: ملعب أحمد بن علي, đã Latinh hoá: Malʿab ʾAḥmad bin ʿAliyy), thường được gọi là Sân vận động Al-Rayyan, là một sân vận động bóng đá hiệp hội nằm ở quận Rawdat Al Jahhaniya, Qatar, khoảng 9 kilômét (6 dặm) về phía tây bắc từ trung tâm Al Rayyan. Nó hiện được sử dụng chủ yếu cho các trận đấu bóng đá và là sân nhà của Al-Rayyan Sports Club và Al-Kharitiyath Sports Club. Sân vận động được đặt theo tên của Ahmad bin Ali Al Thani, Emir của Qatar từ năm 1960 đến năm 1972. Sân vận động cũ, được xây dựng vào năm 2003, có sức chứa 21.282 chỗ ngồi và bị phá bỏ vào năm 2015. Sân vận động Al Rayyan mới có sức chứa 45.000 chỗ ngồi.
Sân vận động nằm cách Doha khoảng 20 km về phía tây.

## Xây dựng

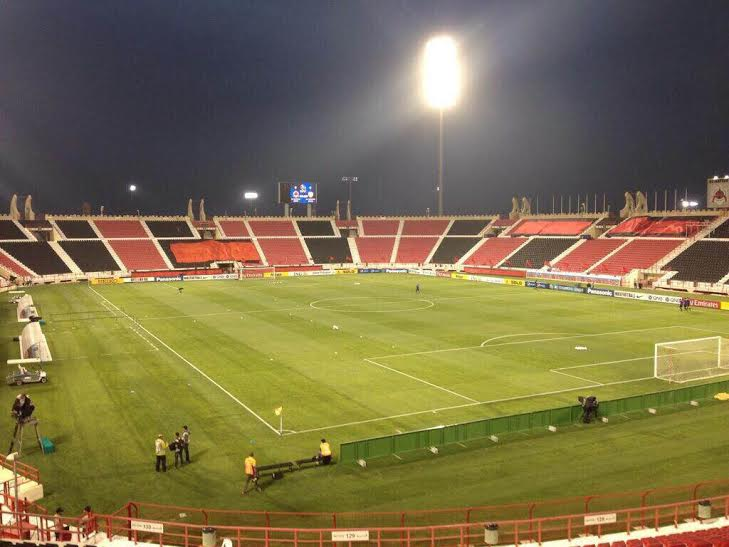
Quang cảnh Sân vận động Ahmed bin Ali cũ vào năm 2015

Sân vận động Ahmad bin Ali là một trong tám sân vận động được sử dụng cho Giải vô địch bóng đá thế giới 2022 tại Qatar.
Sân vận động Ahmad bin Ali cũ đã bị phá bỏ vào năm 2015 để nhường chỗ cho Sân vận động Al Rayyan. 90 phần trăm đống đổ nát do việc phá hủy sân vận động dự kiến sẽ được tái sử dụng cho sân vận động mới hoặc cho các dự án nghệ thuật công cộng.
Việc xây dựng sân vận động mới bắt đầu vào đầu năm 2016. Việc này được thực hiện bởi liên doanh giữa Al-Balagh và Larsen & Toubro. Sau World Cup, sân vận động sẽ giảm xuống còn 21.000 chỗ ngồi. Sân vận động mới được xây dựng cho Giải vô địch bóng đá thế giới 2022 mà Qatar đã đăng cai.
Việc cải tạo bao gồm một 'mặt tiền truyền thông' khổng lồ với một lớp màng sẽ hoạt động như một màn hình chiếu, tin tức, quảng cáo, cập nhật thể thao, thông tin giải đấu hiện tại và các trận đấu. Sức chứa chỗ ngồi được tăng lên 40.740, và tất cả các ghế đều được che nắng.
Lễ khánh thành sân vận động diễn ra vào ngày 18 tháng 12 năm 2020, là ngày Quốc khánh của Qatar, và đúng hai năm trước khi quốc gia này đăng cai vòng chung kết Giải vô địch bóng đá thế giới 2022. Sân vận động là một trong hai địa điểm được sử dụng cho Giải vô địch bóng đá thế giới các câu lạc bộ 2020.
Sân vận động đã tổ chức bốn trận đấu trong khuôn khổ Cúp bóng đá Ả Rập 2021.

## Vi phạm nhân quyền
Theo báo cáo của Equidem, những người lao động nhập cư làm việc tại sân vận động này phải đối mặt với nhiều vi phạm về quyền lao động và nhân quyền: Phân biệt đối xử dựa trên quốc tịch, ăn cắp tiền lương (bị giữ lại lương), tổn hại về tinh thần (đe dọa, căng thẳng và văn hóa sợ hãi), làm việc quá sức, rủi ro về sức khỏe và an toàn, dinh dưỡng không đầy đủ, tiếp xúc với COVID-19 tại nơi làm việc, rào cản khi nghỉ ốm, không thể thay đổi chủ, tuyển dụng bất hợp pháp (phí tuyển dụng). Tiếp xúc với COVID-19, công nhân không có lương và thức ăn trong thời gian lệnh đóng cửa.

## Kết quả các giải đấu gần đây

### Cúp bóng đá châu Á 2011
| Ngày                | Giờ   | Đội số 1    | Kết quả | Đội số 2          | Vòng đấu | Khán giả |
| ------------------- | ----- | ----------- | ------- | ----------------- | -------- | -------- |
| 9 tháng 1 năm 2011  | 19:15 | Ả Rập Xê Út | 1 - 2   | Syria             | Bảng B   | 15,768   |
| 11 tháng 1 năm 2011 | 19:15 | Iraq        | 1 - 2   | Iran              | Bảng D   | 10,478   |
| 13 tháng 1 năm 2011 | 16:15 | Jordan      | 1 - 0   | Ả Rập Xê Út       | Bảng B   | 17,349   |
| 15 tháng 1 năm 2011 | 19:15 | UAE         | 0 - 1   | Iraq              | Bảng D   | 7,233    |
| 17 tháng 1 năm 2011 | 16:15 | Ả Rập Xê Út | 0 - 5   | Nhật Bản          | Bảng B   | 2,022    |
| 19 tháng 1 năm 2011 | 19:15 | Iraq        | 1 - 0   | CHDCND Triều Tiên | Bảng D   | 4,111    |

### Cúp bóng đá Ả Rập 2021
| Ngày                 | Giờ   | Đội số 1 | Kết quả | Đội số 2   | Vòng đấu | Khán giả |
| -------------------- | ----- | -------- | ------- | ---------- | -------- | -------- |
| 30 tháng 11 năm 2021 | 13:00 | Tunisia  | 5 - 1   | Mauritanie | Bảng B   | 2,494    |
| 1 tháng 12 năm 2021  | 13:00 | Algérie  | 4 - 0   | Sudan      | Bảng D   | 2,203    |
| 4 tháng 12 năm 2021  | 13:00 | Jordan   | 0 - 4   | Maroc      | Bảng C   | 7,890    |
| 6 tháng 12 năm 2021  | 22:00 | Oman     | 3 - 0   | Bahrain    | Bảng A   | 2,477    |

### World Cup 2022
Sân vận động Ahmad bin Ali tổ chức 7 trận đấu tại World Cup 2022, bao gồm 6 trận đấu ở vòng bảng và 1 trận ở vòng 16 đội.
| Ngày                 | Giờ   | Đội       | Kết quả | Đội        | Vòng đấu    | Khán giả |
| -------------------- | ----- | --------- | ------- | ---------- | ----------- | -------- |
| 21 tháng 11 năm 2022 | 22:00 | Hoa Kỳ    | 1 - 1   | Wales      | Bảng B      | 43,418   |
| 23 tháng 11 năm 2022 | 22:00 | Bỉ        | 1 - 0   | Canada     | Bảng F      | 40,432   |
| 25 tháng 11 năm 2022 | 13:00 | Wales     | 0 - 2   | Iran       | Bảng B      | 40,875   |
| 27 tháng 11 năm 2022 | 13:00 | Nhật Bản  | 0 - 1   | Costa Rica | Bảng E      | 41,479   |
| 29 tháng 11 năm 2022 | 22:00 | Wales     | 0 - 3   | Anh        | Bảng B      | 44,297   |
| 1 tháng 12 năm 2022  | 18:00 | Croatia   | 0 - 0   | Bỉ         | Bảng F      | 43,984   |
| 3 tháng 12 năm 2022  | 22:00 | Argentina | 2 - 1   | Úc         | Vòng 16 đội | 45,032   |

### Asian Cup 2023
Sân vận động Ahmad bin Ail tổ chức 7 trận đấu tại Asian Cup 2023, bao gồm 4 trận đấu ở vòng bảng, 1 trận ở vòng 16 đội, 1 trận tứ kết và 1 trận bán kết.
| Ngày                | Giờ   | Đội        | Kết quả         | Đội         | Bảng        | Khán giả |
| ------------------- | ----- | ---------- | --------------- | ----------- | ----------- | -------- |
| 13 tháng 1 năm 2024 | 14:30 | Úc         | 2 - 0           | Ấn Độ       | Bảng B      | 36.253   |
| 15 tháng 1 năm 2024 | 17:30 | Indonesia  | 1 - 3           | Iraq        | Bảng D      | 16.532   |
| 18 tháng 1 năm 2024 | 17:30 | Ấn Độ      | 0 - 3           | Uzbekistan  | Bảng B      | 38.491   |
| 21 tháng 1 năm 2024 | 20:30 | Kyrgyzstan | 0 - 2           | Ả Rập Xê Út | Bảng F      | 39.957   |
| 28 tháng 1 năm 2024 | 19:00 | Tajikistan | 1–1 (5–3 ph.đ.) | UAE         | Vòng 16 đội | 33.584   |
| 2 tháng 2 năm 2024  | 14:30 | Tajikistan | 0 - 1           | Jordan      | Tứ kết      | 35.530   |
| 6 tháng 2 năm 2024  | 18:00 | Jordan     | 2 - 0           | Hàn Quốc    | Bán kết     | 42.850   |